# USS Rasher (SS-269)
USS Rasher (SS/SSR/AGSS/IXSS-269) là một tàu ngầm lớp Gato từng phục vụ cùng Hải quân Hoa Kỳ trong Chiến tranh Thế giới thứ hai. Nó là chiếc tàu chiến duy nhất của Hải quân Hoa Kỳ được đặt cái tên này, theo tên vermilion rockfish, một loài trong chi Cá quân. Nó đã phục vụ trong suốt Thế chiến II, thực hiện tổng cộng tám chuyến tuần tra, đánh chìm 18 tàu Nhật Bản, bao gồm một tàu sân bay hộ tống với tổng tải trọng 99.901 tấn, đứng thứ ba về tải trọng và xếp hạng tám về số tàu trong số tàu ngầm Hoa Kỳ có thành tích nổi bật nhất trong chiến tranh.
Được cho ngừng hoạt động sau khi xung đột chấm dứt vào năm 1946, con tàu được huy động trở lại để tiếp tục phục vụ trong các cuộc Chiến tranh Lạnh và Chiến tranh Việt Nam từ năm 1951 đến năm 1967. Nó lần lượt được xếp lại lớp như một tàu ngầm cột mốc radar SSR-269, rồi như một tàu ngầm phụ trợ AGSS-269, và như một tàu ngầm đa dụng không phân loại IXSS-269. Con tàu cuối cùng bị bán để tháo dỡ vào năm 1974. Rasher được tặng thưởng danh hiệu Đơn vị Tuyên dương Tổng thống cùng bảy Ngôi sao Chiến trận do thành tích phục vụ trong Thế Chiến II, và sau này thêm hai Ngôi sao Chiến trận khác khi hoạt động tại Việt Nam.

## Thiết kế và chế tạo
Lớp tàu ngầm Gato được thiết kế cho mục đích một tàu ngầm hạm đội nhằm có tốc độ trên mặt nước cao, tầm hoạt động xa và vũ khí mạnh để tháp tùng hạm đội chiến trận. Con tàu dài 311 ft 9 in (95,02 m) và có trọng lượng choán nước 1.525 tấn Anh (1.549 t) khi nổi và 2.424 tấn Anh (2.463 t) khi lặn. Chúng trang bị động cơ diesel dẫn động máy phát điện để cung cấp điện năng cho bốn động cơ điện, đạt được công suất 5.400 shp (4.000 kW) khi nổi và 2.740 shp (2.040 kW) khi lặn, cho phép đạt tốc độ tối đa 21 hải lý trên giờ (39 km/h) và 9 hải lý trên giờ (17 km/h) tương ứng. Tầm xa hoạt động là 11.000 hải lý (20.000 km) khi đi trên mặt nước ở tốc độ 10 hải lý trên giờ (19 km/h) và có thể hoạt động kéo dài đến 75 ngày và lặn được sâu tối đa 300 ft (90 m).
Lớp tàu ngầm Gato được trang bị mười ống phóng ngư lôi 21 in (530 mm), gồm sáu ống trước mũi và bốn ống phía phía đuôi tàu, chúng mang theo tối đa 24 quả ngư lôi. Vũ khí trên boong tàu gồm một hải pháo 3 inch/50 caliber, và thường được tăng cường một khẩu pháo phòng không Bofors 40 mm nòng đơn và một khẩu đội Oerlikon 20 mm nòng đôi, kèm theo súng máy .50 caliber và .30 caliber. Tiện nghi cho thủy thủ đoàn bao gồm điều hòa không khí, thực phẩm trữ lạnh, máy lọc nước, máy giặt và giường ngủ cho hầu hết mọi người, giúp họ chịu đựng cái nóng nhiệt đới tại Thái Bình Dương cùng những chuyến tuần tra kéo dài đến hai tháng rưỡi.
Rasher được đặt lườn tại xưởng tàu của hãng Manitowoc Shipbuilding Company ở Manitowoc, Wisconsin vào ngày 4 tháng 5, 1942. Nó được hạ thủy vào ngày 20 tháng 12, 1942, được đỡ đầu bởi bà G. C. Weaver, và được cho nhập biên chế cùng Hải quân Hoa Kỳ vào ngày 8 tháng 6, 1943 dưới quyền chỉ huy của Hạm trưởng, Trung tá Hải quân E. S. Hutchinson.

## Lịch sử hoạt động

### 1943
Sau khi hoàn tất việc chạy thử máy của xưởng tàu tại hồ Michigan, Rasher được chất lên một sà lan để được kéo dọc theo sông Mississippi từ Manitowoc đến New Orleans, Louisiana, nơi nó được tiếp tục trang bị hoàn thiện trước đưa đi vào hoạt động. Sau khi hoàn tất việc chạy thử máy huấn luyện tại khu vực vịnh Mexico, chiếc tàu ngầm chuẩn bị để được điều động sang khu vực Mặt trận Thái Bình Dương. Nó băng qua kênh đào Panama vào ngày 8 tháng 8, 1943 và đi đến Brisbane, Australia vào ngày 11 tháng 9.

#### Chuyến tuần tra thứ nhất
Trong chuyến tuần tra đầu tiên từ ngày 24 tháng 9 đến ngày 24 tháng 11 tại khu vực eo biển Makassar và biển Celebes, Rasher đã phóng ngư lôi đánh chìm tàu chở hành khách Kogane Maru (3.132 tấn) vào sáng sớm ngày 9 tháng 10. Chỉ bốn ngày sau đó, ngoài khơi cảng Ambon, nó phát hiện một đoàn bốn tàu buôn được hai tàu khu trục và một thủy phi cơ Mitsubishi F1M "Pete" hộ tống. Chiếc tàu ngầm đã phóng hai loạt ba quả ngư lôi vào mục tiêu trước khi lặn xuống để ẩn nấp, đánh trúng tàu buôn Kenkoku Maru (3.127 tấn) khiến nó vỡ đôi và đắm nhanh chóng. Lực lượng hộ tống đã phản công bằng mìn sâu và bom nhưng không gây hư hại cho chiếc tàu ngầm.
Đến xế trưa ngày 31 tháng 10, đang khi tuần tra dọc theo bờ biển Borneo, bắt gặp và theo dõi tàu chở dầu Koryo Maru (589 tấn), nhưng không thể tấn công do sự hiện diện của máy bay tuần tra đối phương. Mãi đến đêm hôm đó nó mới trồi lên mặt nước và tấn công, đánh chìm chiếc tàu chở dầu sau khi đánh trúng ngư lôi và gây ra một vụ nổ lớn. Đến ngày 8 tháng 11, chiếc tàu ngầm bắn trúng ba quả ngư lôi và đánh chìm được chiếc tàu chở dầu Tango Maru (2.046 tấn). Sau đó một cuộc tấn công lúc nữa đêm tại eo biển Makassar ngoài khơi mũi Mangkalihat đã đánh trúng một tàu chở dầu, nhưng không thể xác nhận kết quả do bị đối phương phản công ráo riết. Sau khi tiêu phí hết số ngư lôi mang theo, Rasher quay trở về căn cứ Fremantle, Australia vào ngày 24 tháng 11.

### 1944

#### Chuyến tuần tra thứ hai
Sau khi được tái trang bị, Rasher lên đường vào ngày 19 tháng 12, 1943 cho chuyến tuần tra thứ hai tại khu vực biển Đông ngoài khơi Borneo. Nó đã tấn công một đoàn ba tàu chở dầu trong đêm 4 tháng 1, 1944, nhưng một trong các quả ngư lôi đã kích nổ sớm, gây báo động khiến các tàu chở dầu phân tán và các tàu hộ tống truy tìm để phản công. Rasher truy đuổi theo Hakko Maru, nhưng chiếc tàu chở dầu này nổ tung sau khi trúng ngư lôi từ tàu ngầm Bluefish. Nó phóng ngư lôi vào một mục tiêu thứ hai trong khi đang lặn, và nghe thấy tiếng nổ, nhưng không thể xác nhận kết quả; nó tiếp tục tấn công một tàu chở dầu thứ ba với một loạt bốn quả ngư lôi vào sáng sớm ngày hôm sau 5 tháng 1, đánh trúng hai quả và đánh chìm được chiếc Kiyo Maru (7.251 tấn). Trong chuyến tuần tra này nó cũng rải thủy lôi tại các lối ra vào cảng Sài Gòn, Đông Dương thuộc Pháp; và nó cũng tấn công các đoàn tàu vận tải vào các ngày 11 và 17 tháng 1, nhưng hiện tượng ngư lôi kích nổ sớm và đối phương phản ứng quyết liệt khiến không mang lại kết quả. Nó quay trở về căn cứ Fremantle vào ngày 24 tháng 1.

#### Chuyến tuần tra thứ ba
Trong chuyến tuần tra thứ ba từ ngày 19 tháng 2 đến ngày 4 tháng 4 tại khu vực biển Java và biển Celebes, vào ngày 25 tháng 2, Rasher tấn công một đoàn tàu vận tải Nhật Bản ngoài khơi Bali, đánh chìm được chiếc tàu chở hàng Tango Maru (6.200 tấn), làm thiệt mạng khoảng 3.500 công nhân người Java và tù binh Đồng Minh, và chiếc tàu chở hành khách Ryusei Maru (4.797 tấn), làm thiệt mạng khoảng 5.000 binh lính Nhật Bản. Sau đó chiếc tàu ngầm băng qua eo biển Makassar để đi vào biển Celebes, nơi nó đánh chìm chiếc tàu chở hàng Nattai Maru (6.484 tấn) vào ngày 3 tháng 3. Trên đường quay trở về căn cứ, nó bắt gặp và tiếp tục đánh chìm tàu buôn Nichinan Maru (2.750 tấn) vào ngày 27 tháng 3.

#### Chuyến tuần tra thứ tư
Rasher tiếp tục quay trở lại khu vực eo biển Makassar và biển Celebes cho chuyến tuần tra thứ tư từ ngày 30 tháng 4 đến ngày 23 tháng 6. Vào ngày 11 tháng 5, nó phóng ngư lôi đánh chìm được chiếc tàu chở hàng Choi Maru (1.074 tấn); rồi đến ngày 29 tháng 5 lại tiếp tục đánh chìm chiếc Anshu Maru (2.601 tấn) (một pháo hạm được cải biến); và tàu chở dầu Shioya Maru (khoảng 4.000 tấn) trong biển Celebes ngoài khơi Manado vào ngày 8 tháng 6. Chỉ sáu ngày sau đó, tàu chở hàng Koan Maru (3.183 tấn) là nạn nhân tiếp theo khi trúng ngư lôi, lật úp và đắm.

#### Chuyến tuần tra thứ năm
Trong chuyến tuần tra thứ năm từ ngày 22 tháng 7 đến ngày 3 tháng 9, Rasher dành phần lớn thời gian hoạt động phối hợp cùng tàu ngầm chị em Bluefish (SS-222) tại khu vực biển Đông về phía Tây đảo Luzon, Philippines. Lúc 22 giờ 55 phút ngày 5 tháng 8, tại một vị trí cách bãi cạn Scarborough 30 mi (48 km), nó bắt gặp một đoàn ba tàu buôn và đã phóng sáu quả ngư lôi phía mũi vào mục tiêu lớn nhất. Trong khi lặn xuống để ẩn náu, nó ghi nhận được năm quả trúng đích và đã đánh chìm được tàu chở hàng Shiroganesan Maru (4.739 tấn).
Vào xế trưa ngày 18 tháng 8, Rasher ghi nhận sự gia tăng hoạt động của máy bay tuần tra đối phương, dấu hiệu báo trước sự di chuyển của một đoàn tàu vận tải quan trọng. Đến đêm, nó phát hiện qua radar một đoàn 13 tàu buôn được sáu tàu hộ tống bảo vệ, di chuyển ở tốc độ 13 hải lý trên giờ (24 km/h). Nó tiếp cận trên mặt nước đến khoảng cách 2.800 yd (2.600 m), rồi phóng hai quả ngư lôi phía đuôi nhắm vào một tàu chở dầu lúc 21 giờ 22 phút. Cả hai đều trúng đích khiến cho Teiyo Maru (9.849 tấn) nổ tung và đắm ngay lập tức. Các tàu hộ tống phản công bằng hải pháo và thả mìn sâu. Trong lần tiếp cận thứ hai, từ khoảng cách 3.300 yd (3.000 m), Rasher phóng một loạt sáu quả ngư lôi phía mũi, trúng đích ba quả và đánh chìm được chiếc tàu vận tải Teia Maru (17.537 tấn) (nguyên là chiếc MS Aramis của Pháp) và khiến 2.665 binh lính Nhật tử trận; một quả ngư lôi thứ tư phát nổ ở khoảng cách 3.900 yd (3.600 m). Chiếc tàu ngầm bẻ lái gắt qua mạn trái để phóng nốt bốn quả ngư lôi phía đuôi lúc 22 giờ 14 phút; ba quả đã đánh trúng chiếc tàu sân bay hộ tống Taiyō (20.000 tấn) đang hộ tống cho đoàn tàu; một quả ngư lôi thứ tư phát nổ tại một mục tiêu khác ở khoảng cách xa.
Trong khi Rasher tách ra xa để nạp lại các ống phóng ngư lôi, đoàn tàu đối phương tách ra làm hai nhóm, và Rasher đuổi theo nhóm di chuyển lên hướng Tây Bắc; trong khi Bluefish đánh chặn những chiếc còn lại theo hướng Tây Nam, đánh chìm được hai tàu chở dầu. Rasher phóng bốn quả ngư lôi phía mũi ở khoảng cách 2.200 yd (2.000 m), đánh trúng ba quả vào tàu chở hàng Eishin Maru (542 tấn), gây ra một vụ nổ đạn dược dữ dội lan đến tận chiếc tàu ngầm và nhấn chìm mục tiêu. Quả ngư lôi thứ tư phát nổ ở một mục tiêu khác ở khoảng cách xa. Chiếc tàu ngầm bẻ lái gắt qua mạn phải để tiếp tục phóng hai quả ngư lôi từ phía đuôi, trúng đích cả hai vào chiếc Noshiro Maru, nhưng mục tiêu chỉ bị hư hại, giảm tốc độ còn 5 hải lý trên giờ (9 km/h) và quay mũi đi sang hướng khác. Tàu ngầm Spadefish (SS-411) sau đó cùng tham gia vào đội tấn công phối hợp "Bầy sói" và bắn trúng ngư lôi vào hai tàu vận tải khác còn sống sót.
Tiêu phí hết số ngư lôi mang theo, Rasher lên đường quay trở về Midway để được tái trang bị. Nó trở thành chiếc tàu ngầm Hoa Kỳ đánh chìm tổng tải trọng tàu đối phương lớn nhất chỉ trong một chuyến tuần tra trong suốt Thế Chiến II. Kỷ lục này chỉ bị phá một lần ba tháng sau đó, khi tàu ngầm Archerfish (SS-311) đánh chìm tàu sân bay Shinano (68.059 tấn). Rasher tiếp tục đi ngang qua quần đảo Hawaii để đến San Francisco, California, nơi con tàu được đại tu tại Xưởng hải quân Hunter's Point từ ngày 11 tháng 9. Chiếc tàu ngầm cũng được nâng cấp với hải pháo 5-inch trên boong tàu, radar SF cùng nhiều cải tiến khác. Sau khi hoàn tất, nó rời San Francisco vào ngày 20 tháng 12 để hướng sang Midway ngang qua Trân Châu Cảng, đến nơi vào tháng 1, 1945.

### 1945

#### Chuyến tuần tra thứ sáu
Rời Midway vào ngày 29 tháng 1 cho chuyến tuần tra thứ sáu, Rasher hoạt động trong thành phần một đội tấn công phối hợp "Bầy sói" vốn bao gồm các tàu ngầm Pilotfish (SS-386) và Finback (SS-230), để hoạt động tại khu vực Nam của biển Hoa Đông. Nó tấn công hai chiếc tàu buôn vào ngày 15 tháng 2 nhưng không trúng đích, và tiếp cận một đoàn tàu vận tải khác vào ngày hôm sau nhưng không thể đi đến vị trí thuận lợi để tấn công. Một đợt tấn công thứ ba nhắm vào một đoàn tàu vận tải khác tiếp tục bị trượt; ngoài ra nó chỉ phát hiện những mục tiêu nhỏ không phù hợp như tàu tuần tra nhỏ, tàu bệnh viện và máy bay tuần tra. Nó kết thúc chuyến tuần tra tại Guam vào ngày 16 tháng 3.

#### Chuyến tuần tra thứ bảy và thứ tám
Trong chuyến tuần tra thứ bảy từ ngày 17 tháng 4 đến ngày 29 tháng 5, Rasher hoạt động tìm kiếm và giải cứu ngoài khơi đảo Honshū hỗ trợ cho các chiến dịch không kích xuống chính quốc Nhật Bản. Nó không gặp máy bay nào bị rơi, và phá hủy hai tàu nhỏ bằng hải pháo trước khi quay trở về Midway để tái trang bị. Lại lên đường vào ngày 23 tháng 6 cho chuyến tuần tra thứ tám, cũng là chuyến cuối cùng, chiếc tàu ngầm phục vụ tìm kiếm và giải cứu ngoài khơi đảo Đài Loan, nhưng cũng không cứu vớt máy bay nào, rồi được lệnh chuyển hướng đi sang vịnh Thái Lan. Con tàu vẫn đang trên đường đi khi Nhật Bản chấp nhận đầu hàng vào ngày 15 tháng 8, giúp chấm dứt vĩnh viễn cuộc xung đột.
Rasher quay trở lại Phlippines, rồi khởi hành từ vịnh Subic vào ngày 31 tháng 8 để quay trở về Hoa Kỳ, đi ngang qua Trân Châu Cảng và kênh đào Panama trước khi về đến New York vào ngày 6 tháng 10. Sau khi được đại tu, nó được cho xuất biên chế tại Căn cứ Tàu ngầm Hải quân New London vào ngày 22 tháng 6, 1946, và được đưa về Hạm đội Dự bị Đại Tây Dương, neo đậu tại New London, Connecticut.

### 1951 - 1960
Sau khi được xếp lại lớp như một "tàu ngầm cột mốc radar" và mang ký hiệu lườn lườn mới SSR-269 vào ngày 11 tháng 12, 1951, Rasher được cho nhập biên chế trở lại ba ngày sau đó trong thành phần dự bị tại Xưởng hải quân Philadelphia dưới quyền chỉ huy của Hạm trưởng, Đại úy Hải quân V. D. Ely. Nó tạm thời được cho xuất biên chế vào ngày 28 tháng 5, 1952 để được đại tu và nâng cấp tại Xưởng hải quân Philadelphia, rồi được cho tái biên chế trở lại vào ngày 22 tháng 7, 1953 dưới quyền chỉ huy của Hạm trưởng, Thiếu tá Hải quân R. W. Stecher. Chiếc tàu ngầm rời New London vào ngày 12 tháng 11 để chuyển sang vùng bờ Tây, ghé qua vịnh Guantánamo, Cuba và kênh đào Panama trước khi đi đến San Diego vào ngày 17 tháng 12.
Trong hai năm tiếp theo, Rasher hoạt động dọc theo vùng bờ Tây Hoa Kỳ, trải dài từ Washington cho đến Acapulco, Mexico. Vào ngày 4 tháng 1, 1956, nó được phái sang phục vụ cùng Đệ Thất hạm đội tại khu vực Tây Thái Bình Dương, và hoạt động phối hợp cùng hải quân các nước thuộc Khối SEATO. Sau khi quay trở về San Diego vào ngày 3 tháng 7, nó tham gia các cuộc tập trận hạm đội, hoạt động trong vai trò tàu cảnh báo sớm và tham gia huấn luyện chống tàu ngầm. Chiếc tàu ngầm lại có một lượt hoạt động thứ hai tại khu vực Tây Thái Bình Dương từ ngày 4 tháng 3 đến ngày 4 tháng 9, 1958.
Trong lượt hoạt động tại Viễn Đông từ ngày 28 tháng 12, 1959, trong thành phần Đệ Thất hạm đội, Rasher đã tham gia cuộc Tập trận Blue Star, một cuộc thao diễn đổ bộ phối hợp giữa Hoa Kỳ và Đài Loan. Đến tháng 5, 1960 nó tham gia Lễ hội Tàu đen tại Shimoda, Nhật Bản nhằm kỷ niệm chuyến viếng thăm Nhật Bản của Thiếu tướng Hải quân Matthew C. Perry vào các năm 1853-1854. Nó quay trở về San Diego vào ngày 20 tháng 6, 1960.

### Chiến tranh Việt Nam
Vào ngày 1 tháng 7, 1960, Rasher được xếp lại lớp như một "tàu ngầm nghiên cứu phụ trợ" và mang ký hiệu lườn lườn mới AGSS-269; công việc cải biến được tiến hành tại Xưởng hải quân Mare Island. Đến giữa tháng 8, 1962, nó được phái sang phục vụ tại Viễn Đông cùng Đệ Thất hạm đội, và quay trở về San Diego vào ngày 15 tháng 2, 1963. Con tàu được đại tu vào mùa Hè năm đó, rồi trong năm tiếp theo đã tham gia các cuộc tập trận phối hợp với Hải quân Hoàng gia Canada. Trong lượt biệt phái sang khu vực Tây Thái Bình Dương tiếp theo từ ngày 3 tháng 8, 1964, nó tham gia các hoạt động của Đệ Thất hạm đội ngoài khơi Việt Nam cũng như tập trận phối hợp cùng hải quân các nước đồng minh trong Khối SEATO.
Sau khi quay trở về San Diego vào ngày 5 tháng 2, 1965, Rasher tham gia các hoạt động huấn luyện chống tàu ngầm và đổ bộ. Trong lượt biệt phái sang khu vực Tây Thái Bình Dương tiếp theo từ ngày 3 tháng 1 đến ngày 17 tháng 7, 1966, nó tham gia hỗ trợ cho hoạt động huấn luyện chống tàu ngầm và đổ bộ phối hợp cùng hải quân Hàn Quốc, Đài Loan và Thái Lan, cũng như hoạt động cùng Đệ Thất hạm đội trong cuộc Chiến tranh Việt Nam. Trong thời gian còn lại của quãng đời hoạt động, nó tham gia huấn luyện cho lực lượng Biệt kích SEAL và các đơn vị chống tàu ngầm.
Rasher được cho xuất biên chế vào ngày 27 tháng 5, 1967 và được kéo đến Portland, Oregon để phục vụ như tàu huấn luyện cố định cho Hải quân Dự bị Hoa Kỳ. Nó được xếp lại lớp như một "tàu ngầm đa dụng không phân loại" và mang ký hiệu lườn lườn mới IXSS-269 vào ngày 30 tháng 6, 1971, rồi được rút tên khỏi danh sách Đăng bạ Hải quân vào ngày 20 tháng 12, 1971. Cuối cùng con tàu bị bán cho hãng American Ship Dismantlers Corp. tại Portland, Oregon để tháo dỡ vào ngày 2 tháng 8, 1974.

## Phần thưởng
Rasher được tặng thưởng danh hiệu Đơn vị Tuyên dương Tổng thống cùng bảy Ngôi sao Chiến trận do thành tích phục vụ trong Thế Chiến II, và thêm hai Ngôi sao Chiến trận khác khi hoạt động trong cuộc Chiến tranh Việt Nam. Nó được ghi công đã đánh chìm 18 tàu Nhật Bản với tổng tải trọng 99.901 tấn, xếp thứ ba về tải trọng trong số tàu ngầm Hoa Kỳ có thành tích nổi bật nhất trong chiến tranh.
|                                         |  |                           |
| Silver star · Bronze star · Bronze star |  | Bronze star · Bronze star |

| Dãi băng Hoạt động Tác chiến                                            | Đơn vị Tuyên Dương Tổng thống        | Huân chương Chiến dịch Hoa Kỳ                          |
| Huân chương Chiến dịch Châu Á-Thái Bình Dương với 7 Ngôi sao Chiến trận | Huân chương Chiến thắng Thế Chiến II | Huân chương Phục vụ Việt Nam với 2 Ngôi sao Chiến trận |